# Mark Lancaster, Barão Lancaster de Kimbolton
John Mark Lancaster, Barão Lancaster de Kimbolton, TD VR PC (Cambridge, 12 de maio de 1970) é um político britânico do Partido Conservador, membro da Câmara dos Lordes e um oficial da reserva do Exército Britânico. Anteriormente, atuou como membro do Parlamento para o Nordeste Milton Keynes de 2005 até 2010 e, em seguida, seu sucessor Milton Keynes North da criação da Seat´s eleição geral de 2010 até sua aposentadoria da Câmara dos Comuns nas eleições gerais de 2019.
Ele atuou como ministro em várias nomeações após a formação do Governo de Coalizão em 2010, primeiro como Lorde Comissário do Tesouro de Sua Majestade', antes de, em maio de 2015, mudar-se para o Ministério da Defesa primeiro como Subsecretário Parlamentar de Estado para Veteranos, Reservas e Pessoal, depois em 13 de junho de 2017, ele foi nomeado Ministro de Estado para as Forças Armadas, ele serviu nesta função até sua aposentadoria do governo em 16 de dezembro de 2019.

## Carreira de oposição e Ministerial
Entre 2005 e 2010 serviu na Oposição, primeiro como chicote da oposição em 2006-2007, antes de se mudar para ser ministro das Sombras para o Desenvolvimento Internacional em 2007 até as Eleições Gerais de 2010.
Após sua reeleição em 2010 e a formação do Governo de Coalizão, ele foi inicialmente nomeado como o PPS para o Secretário de Estado para o Desenvolvimento Internacional, Lancaster foi nomeado Lorde Comissário do Tesouro de Sua Majestade' em setembro de 2012. Ele foi nomeado subsecretário parlamentar de Estado para pessoal da Defesa, e veteranos no Ministério da Defesa após a formação do segundo ministério Cameron em 12 de maio de 2015.

## Inicio da vida
Lancaster nasceu em 12 de maio de 1970 em Cambridge. Ele foi educado em particular na Escola Kimbolton em Huntingdonshire onde seu pai Ronald Lancaster era capelão. [citação necessária] Graduou-se como Bacharel em Estudos de Negócios pela Universidade de Buckingham e MBA pela University of Exeter Business School. Ele recebeu um Doutorado Honorário pela Universidade de Buckingham em 2008.
Ele foi diretor da empresa kimbolton fireworks antes de ser eleito para o Parlamento.

## Carreira militar
Lancaster foi comissionado como segundo tenente no Corpo de Engenheiros Reais em 4 de dezembro de 1988, detendo uma Comissão Limitada de Serviço Curto (SSLC). Entre 1988 e 1990, Lancaster serviu no Exército Britânico em um SSLC estendido em Hong Kong com os Engenheiros Gurkha da Rainha' antes de ir para a universidade. Em 1 de março de 1990, ele transferiu sua comissão para a Reserva do Exército e foi promovido tenente em 1 de julho de 1991.
Lancaster esteve em serviço ativo três vezes, no Kosovo (1999-2000), bósnia (2001-2002) e Afeganistão (2006). Ele continua a servir no Corpo de Estado-Maior (Engenheiros Reais Atrasados), tendo anteriormente comandado uma unidade de descarte de explosivos.
Promovido tenente-coronel em 1 de fevereiro de 2012 e para coronel em 22 de junho de 2017, Lancaster foi vice-comandante da 77ª Brigada de junho de 2018 a julho de 2020. Lancaster foi promovido a Brigadeiro em 1 de agosto de 2020. e atualmente atua como vice-diretor de guerra conjunta no Comando Estratégico da UK's.
Ele foi nomeado como vice-coronel comandante da Brigada de Gurkhas em 1 de setembro de 2019, e foi nomeado Presidente das Forças de Reserva 2030 revisão em janeiro de 2020.
Recebeu uma série de honrarias e condecorações militares entre 2000 e 2016, incluindo a Decoração Territorial (TD) em 2002 e a Medalha de Serviço de Reservas Voluntárias (VRSM) em 2011. Ele foi premiado com a Ordem por mais cinco anos de serviço em 2016.

## Carreira Politica não parlamentar
Lancaster serviu no Conselho Distrital de Huntingdonshire entre 1994 e 1999.
Lancaster não obteve sucesso como o candidato conservador para Nuneaton nas eleições gerais de 2001. Ele foi derrotado pelo candidato trabalhista Bill Olner.
Lancaster foi eleito como membro do Parlamento ganhando o Nordeste Milton Keynes para os Conservadores nas eleições gerais de 2005, e sucedendo Brian White do Partido Trabalhista.
Durante seu tempo como deputado de bancada, atuou no Gabinete do Vice-Primeiro-Ministro Seleto Comitê, (2005), Comitê Seleto de Defesa (2006), Comitê de Habitação, Comunidades e Governo Local (2008-09) e no Comitê Seleto de Desenvolvimento Internacional (2009-10).
Em 2006, ele introduziu um Projeto de Lei de Dez Minutos na Câmara que permitiria aos conselhos locais proibir copos e garrafas em clubes noturnos e bares e substituí-los por plástico em apoio ao seu constituinte Blake Golding. Lancaster também apresentou uma moção no início do dia em 2006 pedindo ao governo que proibisse a venda de álcool em recipientes de vidro em bares depois das 23h.
Ele foi o (não remunerado) assessor parlamentar da Royal Society of Chemistry até sua promoção para ministro em 2012.
Em 2011, ele foi membro do comitê especial de seleção criado para examinar o Projeto de Lei que se tornou a Lei das Forças Armadas de 2011. Ele também foi membro do Comitê de Projeto de Lei Pública para a Lei de Reforma da Defesa de 2014.
Em novembro de 2017, tornou-se membro do Conselho Privado.

### Opinião Política
Lancaster declarou sua discordância com a política do governo britânico sobre a invasão do Iraque em 2003. Em entrevista à BBC, ele afirmou "Pode muito bem ser muito mais difícil fazer com que o público britânico apoiasse outras aventuras no exterior pelos militares por causa do que 'aconteceu no Iraque".
Em 2011, Lancaster introduziu seu próprio Projeto de Lei de Membros Privados, que permitiu que moedas especiais de ouro e prata olímpicas de 1 kg fossem atingidas pela Casa da Moeda Real como parte do legado olímpico de 2012. Em 2013, Lancaster foi bem sucedido em sua campanha de quatro anos para que Khat fosse classificado como uma droga de categoria C após chamadas de seus eleitores.

## Vida Pessoal
Lancaster vive em Gosport com sua esposa, a deputada conservadora da Gosport Caroline Dinenage. Ele se casou anteriormente com Katherine Reader em 1995 antes de se separar em 2006 e se divorciar em 2009. Ele fez uma breve parceria com Amanda Evans, com quem tem uma filha. Em fevereiro de 2014, casou-se com Caroline Dinenage, que também havia sido casada anteriormente. Lancaster é um apoiador do MK Dons, e gosta de jogar críquete, que inclui a equipe da Câmara dos Comuns.

## Honrarias

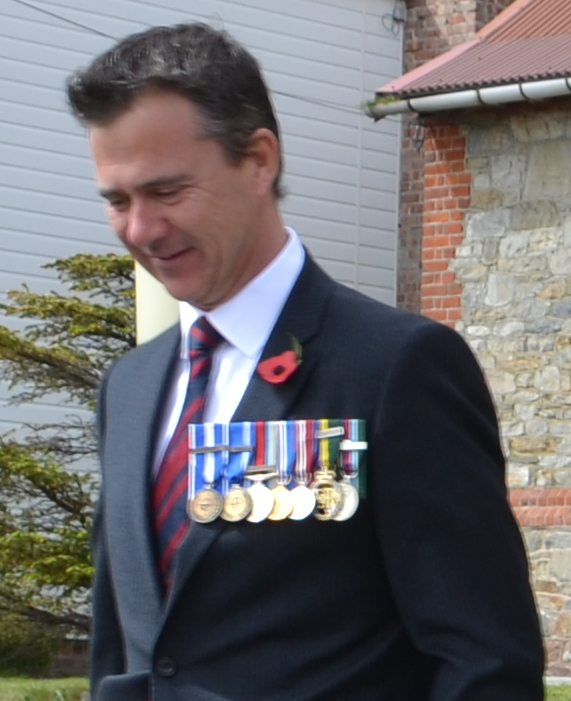
Lancaster usando medalhas no Dia da Lembrança, 2016